# Friedrich von Bodelschwingh père
Pour les articles homonymes, voir Friedrich von Bodelschwingh.
Friedrich von Bodelschwingh, père, né le 6 mars 1831 à Tecklembourg et mort le 2 avril 1910 à Bielefeld-Bethel, est un pasteur protestant et théologien de l'Empire allemand. Il travaille dans la Mission intérieure (de).

## Biographie
Friedrich von Bodelschwingh est issu d'une famille (de) noble de Westphalie. Son père Ernst von Bodelschwingh l'Ancien est ministre des Finances de Prusse. Sa mère, Charlotte, est née von Diest (né le 27 novembre 1793 à Clèves et morte le 27 mai 1869 à Dillenbourg). Grâce aux contacts de sa famille avec les Hohenzollern, Friedrich von Bodelschwingh est dans son enfance un compagnon de jeu du futur empereur Frédéric III. Il reste monarchiste toute sa vie.
Friedrich von Bodelschwingh a d'abord voulu être mineur, mais suit finalement une formation supérieure en agriculture. Devenu intendant d'une exploitation moderne à Gramenz, en Poméranie orientale prussienne (Hinterpommern), il y est confronté au dénuement des paysans sans terre.

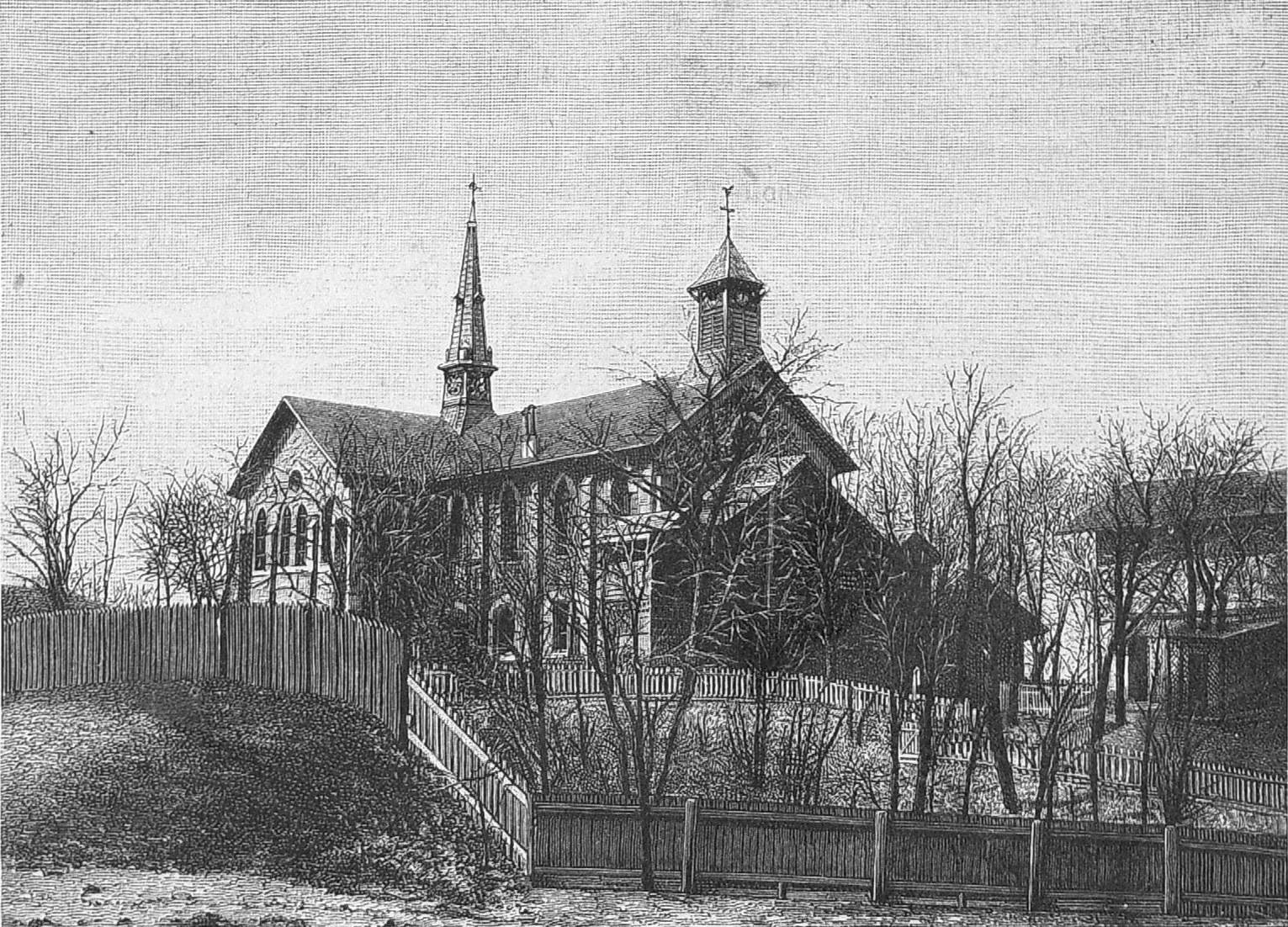
En 1886, la Hügelkirche (signifiant « Église de la colline ») établie à l'initiative de Friedrich von Bodelschwingh au 93, rue de Crimée à Paris.

Désireux d'apporter son aide aux nécessiteux, il veut s'engager dans la Mission intérieure (de) mais ses parents le persuadent d'obtenir d'abord sa maîtrise de théologie protestante. Il étudie à Bâle, Erlangen et à Berlin, et devient pasteur en 1863.
Sa première paroisse est la mission protestante parmi les Allemands de Paris. Paris compte à cette époque une population de quelque 80 000 émigrants allemands qui gagnent leur vie comme journaliers. Bodelschwingh collecte des dons en Allemagne pour leur construire une église et une école sur une « colline » près des Buttes-Chaumont (au 93, rue de Crimée, elles seront au siècle suivant confisquées par les autorités françaises du fait de la Première Guerre mondiale, qui les vendent à la communauté exilée russe orthodoxe en 1924, devenant alors l'église et l'institut de théologie Saint-Serge). 
En 1872, il prend la direction de l’œuvre protestante (fondée en 1867) pour les épileptiques à Bielefeld. Il en fait l'une des institutions les plus importantes de la Mission intérieure.
Il fonde en 1885, à Bielefeld, la première caisse d'épargne destinée à financer la construction de logements en Allemagne, dans le but d'aider les gens modestes à accéder à la propriété. Dans les années 1890, il fonde à Norddorf, dans l'île d'Amrum en mer du Nord, une série d'hospices permettant d'aller en vacances dans un environnement chrétien.
En 1890, il est sollicité pour venir en aide à la très précaire Société des Missions évangéliques en Afrique orientale allemande (Evangelische Missionsgesellschaft für Deutsch-Ostafrika -EMDOA), qui s'est lancée dans l'évangélisation de la Tanzanie actuelle mais manque de missionnaires. L'arrivée de Bodelschwingh dans cette mission lui donne un véritable élan et une organisation solide. Elle prend ultérieurement le nom de Fondation von Bodelschwingh de Bethel (de).
En 1893, Bodelschwingh fonde à Berlin l'Association africaine évangélique (Evangelischen Afrikaverein), avec pour but de « répandre de la civilisation et de la culture chrétienne » et de « promouvoir le respect des droits de l'homme et l'abolition de la traite négrière et de l'esclavage ».
Il poursuit en parallèle une carrière politique de député.
Il meurt le 2 avril 1910 et son fils Friedrich von Bodelschwingh (dit le pasteur Fritz) reprend la gestion des institutions désormais désignées sous le nom d’Institutions Bodelschwingh (Bodelschwinghanstalten).

## Influence
Friedrich von Bodelschwingh père invente et met en pratique plusieurs idées inhabituelles pour son temps et des concepts novateurs d'une part pour obtenir des dons et d'autre part pour fournir du travail aux plus pauvres. C'est ainsi qu'il lance une collecte de vieux vêtements qui existe encore aujourd'hui (die Brockensammlung). L'idée lui en est venue en entendant la parole de Jésus dans l'évangile de Jean, chapitre 6, verset 12 : "Ramassez les morceaux qui restent, afin que rien ne se perde". L’œuvre suisse la maison des lambeaux (das Brockenshaus), qui en provient, continue à se développer aujourd'hui. Ses résidents collectent, trient et raccommodent de vieux vêtements qui sont ensuite revendus.
On peut considérer Friedrich von Bodelschwingh père comme l'inventeur du fundraising, une technique de collecte de fonds qui ne s'intéresse pas qu'aux seuls grands donateurs mais qui associe aussi une multitude de petits donateurs et qui essaie de construire  une relation avec eux au travers de lettres de remerciement et de les fidéliser pour en faire des pourvoyeurs de fonds permanents. Il a été également un champion du lobbying, réussissant à convaincre le gouvernement de compléter le financement de ses institutions. Theodor Heuss le surnomma pour toutes ces raisons "le mendiant les plus ingénieux que l'Allemagne ait jamais vu."
La poste fédérale allemande a honoré Friedrich von Bodelschwingh père en 1951 en lui consacrant un timbre surtaxé au profit d’œuvres caritatives, dans série "figures de l'humanitaire" (Helfer der Menschheit).

## Honneur
L'astéroïde (152559) Bodelschwingh est nommé en son honneur.